# Agrobacterium tumefaciens
Agrobacterium tumefaciens - actualmente denominado Rhizobium radiobacter - es una bacteria que causa en las plantas dicotiledóneas unos tumores conocidos como "agallas" o "tumores del cuello", que crecen en la zona donde se unen la raíz y el tallo (cuello).
Agrobacterium es una proteobacteria alpha de la familia Rhizobiaceae, la cual también incluye a las fijadoras de nitrógeno que viven en simbiosis con las legumbres. A diferencia de éstas, Agrobacterium es un parásito y causa grave daño a la planta afectada.
Es de notar que Agrobacterium no es ni el único ni el más común causante de tumores en las plantas. Muchos pueden ser causados por insectos o larvas que segregan ciertas sustancias que producen el mismo efecto aparente.

## Manera de infección
La bacteria se guía por sustancias que la planta expulsa (fenoles; entre los más conocidos se encuentran la acetosiringona, la vainillina y el ácido p-hidroxibenzoico) a través de heridas pequeñas, por las que se introduce. Se ubica entonces en los espacios intercelulares y desde allí transfiere a las células de la planta un fragmento de su material genético, un plásmido (ADN circular extracromosómico bacteriano) para transferir un segmento de ADN conocido como T-DNA o ADN-T, que se integra en alguna zona del genoma de la planta (el T-DNA no debe confundirse con el tRNA, la molécula adaptadora que acarrea los aminoácidos hacia el ribosoma y está involucrada en la síntesis de proteínas).
Este T-DNA inyectado por el Agrobacterium contiene genes que provocan la producción de reguladores del crecimiento vegetal, de lo cual resulta el desarrollo del tumor. El T-DNA también contiene genes codificadores de enzimas que causan que la planta produzca aminoácidos especializados llamados opinas. Estas son una fuente de energía específica para A. tumefaciens, pero no para otros organismos. Existen gran variedad de opinas, y cada cepa de A. tumefaciens suele dar lugar a un único tipo de opina. Por ejemplo, la cepa C58 produce nopalina como opina.

## Biotecnología

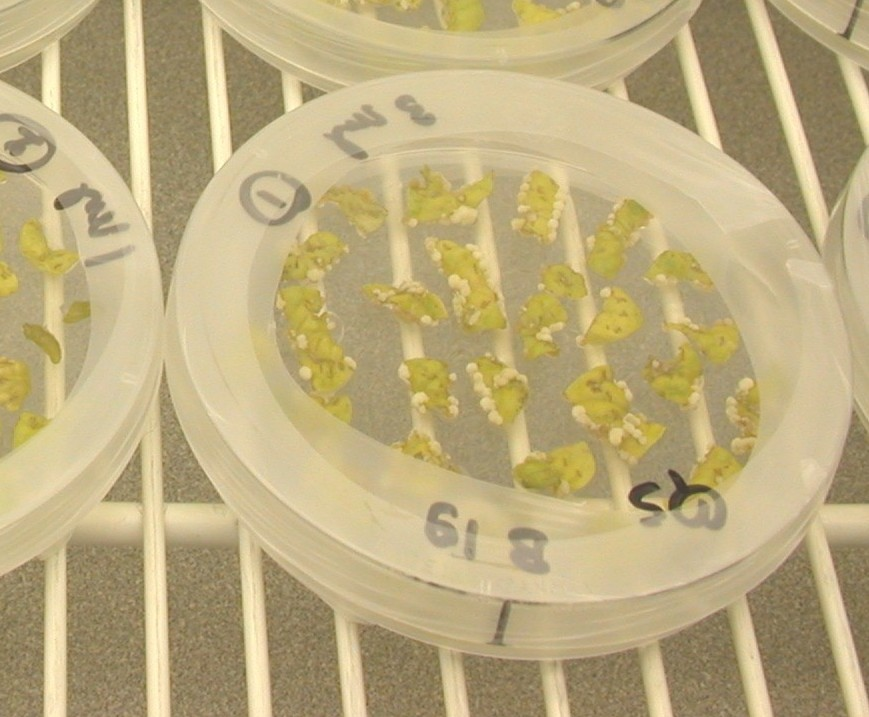
Plantas (S. chacoense) transformadas con Agrobacterium. Las células transformadas comienzan a formar callos en los costados de los trozos de hojas.

La capacidad de transmisión de ADN por el Agrobacterium está siendo extensamente explotada en biotecnología, como medio de insertar genes foráneos dentro de las plantas y desarrollar organismos modificados genéticamente. Se trata entonces de un vehículo óptimo para operaciones de ingeniería genética. Entre los transgénicos creados por este método están las plantas productoras del insecticida Bt, una toxina originalmente producida por el Bacillus thuringiensis.
Los laboratorios del proyecto australiano CAMBIA obtuvieron relevancia al desarrollar una versión de Agrobacterium tumefaciens modificada mediante tecnología de código abierto.